# Thomas Andretta
 (octobre 2021).
Thomas A. Andretta (1er janvier 1938 - 25 janvier 2019) est un  tueur à gages de la famille criminelle génoise impliqué dans la disparition de l'ancien président des Teamsters Jimmy Hoffa.